# Place Karaïskákis
 (signalé en mai 2025).
Si vous disposez d'ouvrages ou d'articles de référence ou si vous connaissez des sites web de qualité traitant du thème abordé ici, merci de compléter l'article en donnant les références utiles à sa vérifiabilité et en les liant à la section « Notes et références ».
- Archive Wikiwix
- Bing
- Cairn
- DuckDuckGo
- E. Universalis
- Gallica
- Google
- G. Books
- G. News
- G. Scholar
- Persée
- Qwant
- (zh) Baidu
- (ru) Yandex
- (wd) trouver des œuvres sur Wikidata

La place Karaïskákis (en grec moderne : Πλατεία Καραϊσκάκη), est une place située à 500 mètres à l'ouest de la place Omónia dans le centre d'Athènes en Grèce. Elle est reliée à la place Omónia par la rue Agíou Konstantínou. La place Karaïskákis est située dans le quartier de Metaxourgeío : elle est souvent appelée à tort place Metaxourgeío. Elle est desservie par la ligne 2 du métro, station Metaxourgío. La place est assez grande, similaire à celle d'Omónia, et la majeure partie est aménagée en espace vert avec des arbres et de l'herbe. Au centre de la place, sur une base pyramidale, se trouve le monument Icare aux aviateurs morts au combat, une statue métallique moderne créée en 1987 par le sculpteur Evángelos Moustákas et l'architecte Ioánnis Moustákas. La place tient son nom de Geórgios Karaïskákis, héros de la guerre d'indépendance grecque.